# Liu Xiang (Prinz)
Liu Xiang (chinesisch 劉襄), postumer Titel Prinz Ai von Qi (齊哀王; † 179 v. Chr.), war ein Prinz der Han-Dynastie in China. Seine Eltern waren Liu Fei, der Prinz von Qi, und seine Gemahlin Si. Damit war Kaiser Gaozu von Han sein Großvater.
Während des Staatsstreichs gegen die Lü-Familie führte Liu Xiang die Armee aus Qi an und übernahm auch bald die Truppen aus dem benachbarten Land Langye. Mit dieser Streitmacht zog er bis vor die Hauptstadt Chang’an und erhob Anspruch auf den Kaiserthron, wobei ihn seine jüngeren Brüder Liu Xingju und Liu Zhang unterstützten. Die Beamten vernichteten jedoch die Lü-Familie, setzten Kaiser Houshao ab und riefen den Prinzen von Dai Liu Heng in die Hauptstadt. den sie bald zum Kaiser ausriefen. Liu Xiang fügte sich und kehrte mit seinen Truppen nach Qi zurück, wo er im nächsten Jahr verschied. Nach seinem Tod teilte der Kaiser Qi und gab es seinen jüngeren Brüdern Liu Xingju und Liu Zhang.
| Personendaten    | Personendaten                                    |
| ---------------- | ------------------------------------------------ |
| NAME             | Liu, Xiang                                       |
| ALTERNATIVNAMEN  | Ai von Qi, Prinz                                 |
| KURZBESCHREIBUNG | Prinz der Han-Dynastie und Gegner der Lü-Familie |
| GEBURTSDATUM     | 3. Jahrhundert v. Chr.                           |
| GEBURTSORT       | China                                            |
| STERBEDATUM      | 179 v. Chr.                                      |
| STERBEORT        | Qi, China                                        |